# Aixecament Wu Hu
Es coneix amb el nom d'Aixecament Wu Hu a la revolta de les forces Wu Hu contra la Dinastia Jin de la Xina, a la qual havien servit originalment, l'any 304, i al voltant del 316 la seva victòria van ser completa. Com a resultat el control de la dinastia Jin va quedar limitat al territori al sud del riu Huai.